# Jezgroviće
Jezgroviće (cyr. Језгровиће) – wieś w Serbii, w okręgu raskim, w gminie Tutin. W 2011 roku liczyła 217 mieszkańców.